# Айтуаров, Жарылгап
Жарылгап Айтуаров (каз. Жарылғап Айтуаров; 1934 год — 2013 год) — старший чабан колхоза «Жетыконурский» Джездинского района Карагандинской области, Казахская ССР. Герой Социалистического Труда (1966).

## Биография
Родился 1 января 1934 года в колхозе «Кызыл-Аскер» Карсакпайского района Южно-Казахстанской области Казахской АССР (ныне – Улытауский район Улытауской области Казахстана) в семье потомственных животноводов. Казах.
С юных лет помогал родителям пасти колхозные отары овец на пастбищах Муюнкум (Мойныкум). С 1952 года стал самостоятельно работать чабаном местного колхоза «Кызыл-Аскер», с 1962 года – старшим чабаном совхоза «Жетыконурский» Джездинского (ныне – Улытауского) района Карагандинской области.
В сложных зимних условиях 1965—1966 годов сохранил без потерь поголовье овечьего стада и в 1965 году получил приплод в среднем по 120 ягнят от 100 овцематок.
Указом Президиума Верховного Совета СССР от 22 марта 1966 года «за достигнутые успехи в развитии животноводства, увеличении производства и заготовок мяса, молока, яиц, шерсти и другой продукции» удостоен звания Героя Социалистического Труда с вручением ордена Ленина и золотой медали «Серп и Молот».
Избирался депутатом Верховного Совета СССР 8-го созыва (1970–1974).
Проживал в городе Джезказган.
Скончался 5 января 2013 года. Похоронен на кладбище села Талап в составе города Жезказган Улытауской области.
Награждён орденом Ленина (22.03.1966), медалями, в том числе   

## Награды
- Герой Социалистического Труда — указом Президиума Верховного Совета СССР 22 марта 1966 года
- Орден Ленина
- Медаль «За трудовое отличие» (18.02.1964)